# Girador

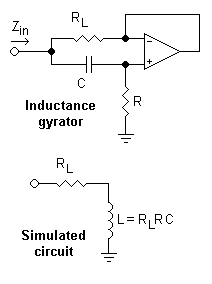
Girador que simula una inductancia

Un girador es un cuadripolo caracterizado por la relación constitutiva:
{\displaystyle \left\{{\begin{matrix}i_{1}(t)=\gamma v_{2}(t)\\i_{2}(t)=-\gamma v_{1}(t)\end{matrix}}\right.}
donde {\displaystyle \gamma } se denomina relación de giro.
El principal uso de un circuito girador es la reversión de una impedancia. En otras palabras, puede hacer que un circuito capacitivo se comporte inductivamente, un filtro pasa banda se comporte como un filtro rechaza banda y así sucesivamente. La idea fue concebida alrededor de 1948 por Bernard Tellegen de los laboratorios de investigación Philips. Se utiliza principalmente en el diseño de filtros electrónicos activos.

## Simulación de una inductancia
El uso principal de un girador es simular un elemento inductivo en un pequeño circuito electrónico o en un circuito integrado. Antes de la invención del transistor, se solían usar bobinas de alambre de gran inductancia en filtros electrónicos. Una bobina de inductancia real puede reemplazarse por un conjunto más pequeño que contiene un condensador, un amplificador operacional o transistores y resistores. Esto es especialmente útil en la tecnología de circuitos integrados, o en casos donde se requiere una inductancia de alto valor o fácilmente ajustable. Los  condensadores verdaderos a menudo se comportan de una forma mucho más parecida a los condensadores ideales que los inductores verdaderos con respecto a los inductores ideales. Por lo tanto, un inductor sintetizado con un girador y un condensador puede, en algunas aplicaciones, ser más semejante a un inductor ideal que cualquier inductor real. Por lo tanto, el uso de condensadores y giradores puede mejorar la calidad de las redes de filtro que de lo contrario se construirían utilizando inductores. El factor Q de los inductores sintetizados se puede elegir fácilmente. La relación de giro depende de los valores de las resistencias. Por lo tanto, es fácil, si el girador se utiliza para la construcción de un inductor, hacer inductores con inductancia variable.
Un uso típico se da en los ecualizadores de audio.

### Funcionamiento del circuito
El circuito funciona invirtiendo el efecto del condensador. El resultado deseado es un bipolo ohmico-inductivo en la forma.
{\displaystyle Z=\left(R_{L}+j\omega L\right)}
Consiste en una inductancia L ideal con una resistencia en serie {\displaystyle R_{L}}. En el diagrama, se puede ver que la impedancia de la inductancia equivalente es la inductancia deseada en paralelo con la impedancia de C y R.
{\displaystyle Z_{in}=\left(R_{L}+j\omega R_{L}RC\right)||\left(R+{\frac {1}{j\omega C}}\right)}
Si R es mucho más grande que {\displaystyle R_{L}}, se aproxima a
{\displaystyle Z_{in}=\left(R_{L}+j\omega R_{L}RC\right)}
Esto es lo mismo que una resistencia {\displaystyle R_{L}} en serie con una inductancia L = {\displaystyle R_{L}RC}. Difiere de una verdadera inductancia por el término RC en paralelo, y porque {\displaystyle R_{L}} es grande en comparación con la resistencia de una verdadera inductancia. Una verdadera inductancia tiene una pequeña resistencia interna debida solo al alambre con el que está hecha. Esto limita el factor de calidad Q, o la selectividad, de los filtros que se pueden hacer con una inductancia simulada.

## Aplicaciones
La aplicación principal de un girador es reducir el tamaño y los costos de un sistema al reducir la necesidad de inductores voluminosos, pesados y caros. Por ejemplo, las características de un filtro de paso bajo RLC se pueden realizar con condensadores, resistencias y amplificadores operacionales, sin utilizar inductores. De esta manera, se puede obtener un ecualizador gráfico de alta fidelidad con condensadores, resistencias y amplificadores operacionales sin el uso de inductores gracias a la invención del girador.
Algunas implementaciones del girador se utilizan ampliamente en dispositivos telefónicos que se conectan a la red telefónica POTS. Esto permitió que los teléfonos se volvieran mucho más pequeños, ya que el circuito girador transporta la componente continua (CC) de la corriente en el circuito de línea, permitiendo que el transformador que transporta la señal acústica sea mucho más pequeño debido a la eliminación de la corriente continua. El circuito de la central telefónica también se vio influido por el uso de giradores en la tarjeta de línea. Los giradores también se usan ampliamente en alta fidelidad, ecualizadores gráficos, ecualizadores paramétricos, filtros de paso de banda y eliminación de banda, y en filtros para detectar el tono piloto estéreo en la FM.
Hay muchas situaciones en las que no es posible usar un girador para reemplazar un inductor:
- Sistemas de alta tensión que utilizan transformadores de retorno (fuentes de alimentación de lámparas CCFL, tensión anódica para pantallas CRT)
- Sistemas de radiofrecuencia (las inductancias suelen ser muy pequeñas aquí)
- Convertidores de potencia (ups, convertidor DC/DC)

## Otros proyectos de
- Wikimedia Commons alberga una categoría multimedia sobre Girador.